# Astrometria
L'astrometria és la part de l'astronomia que s'encarrega d'estudiar la posició i el moviment dels astres. El seu objecte no és la mesura de la distància a la que es troben els astres, sinó de conèixer la direcció en què són observats, això permet projectar la seva posició real sobre una esfera ideal, anomenada esfera celeste, sobre la que es representen tots els sistemes de coordenades. En combinar aquestes amb les coordenades geogràfiques, mesurades sobre l'esfera terrestre, un representació ideal de la Terra, es podrà obtenir la posició de l'observador.
Per a situar un astre a l'espai calen dos plans de referència i una direcció en cadascun dels plans. Un pla de referència en seria l'horitzó, a partir d'aquest es pot determinar, en direcció al zenit o al nadir l'altura, i, en la direcció determinada, l'azimut. Un altre pla de referència seria l'equador, la seva projecció sobre l'esfera celeste seria l'equador celeste, a partir d'aquest es mesura la declinació i, en la direcció que determina, l'horari (l'arc de l'equador celeste comptat en hores, en sentit retrògrad, des del punt d'intersecció de l'equador amb el pla meridià del lloc fins al cercle horari de l'astre).
És una disciplina molt antiga, tant com l'astronomia. A mesura que la tècnica ho ha anat fent possible, s'ha anat guanyant precisió.
En èpoques prehistòriques es pensa que es feien servir alineaments de roques o pals per a poder efectuar les primers mesures sobre la posició del sol, la lluna i els planetes. Aquestes mesures eren necessàries per a poder confeccionar els primers calendaris, imprescindibles per al desenvolupament de l'agricultura.
Ja en època històrica, gràcies a l'astrolabi el grau de precisió va millorar d'una manera considerable.
L'altra gran millora en astrometria va ser sens dubte la invenció del telescopi.
I ja més recentment s'utilitza la fotografia química i posteriorment la revolució de les càmeres CCD que han servit per a popularitzar aquesta disciplina entre els astrònoms aficionats.

## Història

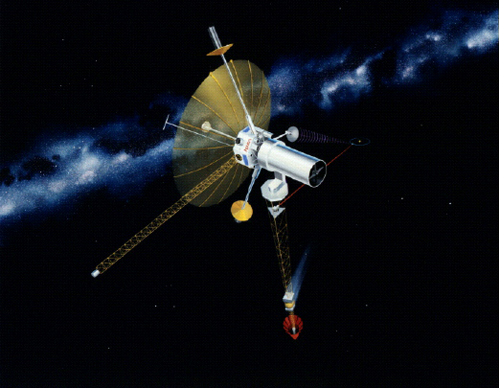
Art conceptual per a la nau espacial TAU, un estudi de la dècada de 1980 que hauria utilitzat una sonda precursora interestel·lar per ampliar la línia de base per calcular la paral·laxi estel·lar en suport de l'astrometria.

La història de l'astrometria està lligada a la història dels catàlegs d'estrelles, que donaven als astrònoms punts de referència per als objectes del cel perquè poguessin seguir els seus moviments. Això es pot remuntar a l'astrònom grec antic Hiparc de Nicea, que cap al 190 aC va utilitzar el catàleg dels seus predecessors Timocaris d'Alexandria i Aristil per descobrir la precessió de la Terra. En fer-ho, també va desenvolupar l'escala de brillantor que encara s'utilitza actualment. Hiparc va compilar un catàleg amb almenys 850 estrelles i les seves posicions. El successor d'Hiparc, Ptolemeu, va incloure un catàleg de 1.022 estrelles a la seva obra Almagest, donant-ne la ubicació, les coordenades i la brillantor.
Al segle x, l'astrònom iranià Abd-ar-Rahman as-Sufí va realitzar observacions sobre les estrelles i va descriure les seves posicions, les magnituds i el color de l'estrella; a més, va proporcionar dibuixos per a cada constel·lació, que es mostren al seu Llibre dels estels fixos. El matemàtic egipci Ibn Yunus va observar més de 10.000 entrades per a la posició del Sol durant molts anys utilitzant un gran astrolabi amb un diàmetre de gairebé 1,4 metres. Les seves observacions sobre eclipsis encara es feien servir segles més tard en les investigacions de l'astrònom canadenc-estatunidenc Simon Newcomb sobre el moviment de la Lluna, mentre que les seves altres observacions sobre els moviments dels planetes Júpiter i Saturn van inspirar les obres Obliqüitat de l'eclíptica i Desigualtats de Júpiter i Saturn de l'estudiós francès Laplace. Al segle xv, l'astrònom de la dinastia timúrida Ulugh Beg va compilar les Taules sultanianes, en les quals va catalogar 1.019 estrelles. Igual que els catàlegs anteriors d'Hiparc i Ptolemeu, s'estima que el catàleg d'Ulugh Beg tenia una precisió d'uns 20 minuts d'arc.
Al segle xvi, l'astrònom danès Tycho Brahe va utilitzar instruments millorats, inclosos instruments de murals grans, per mesurar les posicions de les estrelles amb més precisió que abans, 15-35 segons d'arc. L'erudit otomà Taqí-d-Din va mesurar l'ascensió recta de les estrelles a l'Observatori de Constantinoble de Taqí-d-Din utilitzant el "rellotge d'observació" que va inventar. Quan els telescopis van esdevenir habituals, es van establir cercles de coordenades per mesurar la velocitat.
L'astrònom anglès James Bradley va intentar per primera vegada mesurar les paral·laxis estel·lars l'any 1729. El moviment estel·lar va resultar massa insignificant per al seu telescopi, però en canvi va descobrir l'aberració de la llum i la nutació de l'eix de la Terra. La seva catalogació de 3222 estrelles va ser refinada el 1807 per l'astrònom alemany Friedrich Bessel, el pare de l'astrometria moderna. Va fer la primera mesura de la paral·laxi estel·lar: 0,3 arcseg per a l'estrella binària 61 del Cigne. El 1872, l'astrònom britànic William Huggins va utilitzar l'espectroscòpia per mesurar la velocitat radial de diverses estrelles prominents, inclosa Sírius.
Com que és molt difícil de mesurar, només s'havien obtingut unes 60 paral·laxis estel·lars a finals del segle xix, la majoria mitjançant l'ús del micròmetre filar. Els astrògrafs que utilitzaven plaques fotogràfiques astronòmiques van accelerar el procés a principis del segle xx. Les màquines de mesurament de plaques automatitzades i la tecnologia informàtica més sofisticada dels anys 60 van permetre una compilació més eficient de catàleg d'estrelles. Iniciat a finals del segle xix, el projecte Carte du Ciel per millorar el cartografia estel·lar no es va poder acabar, però va convertir la fotografia en una tècnica comuna per a l'astrometria.
El 1989, el satèl·lit Hipparcos de l'Agència Espacial Europea va posar l'astrometria en òrbita, on podria veure's menys afectat per les forces mecàniques de la Terra i les distorsions òptiques de la seva atmosfera. Funcionat entre 1989 i 1993, l'Hipparcos va mesurar angles grans i petits al cel amb una precisió molt més gran que qualsevol telescopi òptic anterior. Durant els seus 4 anys de durada, les posicions, paral·laxis i els moviments propis de 118.218 estrelles es van determinar amb un grau de precisió sense precedents. Un nou "Catàleg Tycho" va reunir una base de dades de 1.058.332 estrelles en un termini de 20-30 mas (mili segons d'arc). Es van compilar catàlegs addicionals per a les 23.882 estrelles dobles i múltiples i 11.597 estrelles variables també analitzades durant la missió Hipparcos.
El 2013 es va llançar el satèl·lit Gaia i va millorar la precisió d'Hipparcos. La precisió es va millorar en un factor de 100 i va permetre el mapeig de mil milions d'estrelles. Avui en dia, el catàleg més utilitzat és el USNO-B1.0, un catàleg de tot el cel que fa un seguiment dels moviments, posicions, magnituds i altres característiques pròpies de més de mil milions d'objectes estel·lars. Durant els darrers 50 anys, s'han utilitzat 7.435 plaques de càmera de Schmidt per completar diversos estudis del cel que fan que les dades de l'USNO-B1.0 siguin precises amb una precisió de 0,2 segons d'arc.

## Aplicacions

Diagrama que mostra com un objecte més petit (com un planeta extrasolar) que orbita un objecte més gran (com una estrella) podria produir canvis de posició i velocitat en aquest últim mentre orbiten el seu centre de massa comú (creu vermella).

Moviment del baricentre del sistema solar en relació amb el Sol

A part de la funció fonamental de proporcionar als astrònoms un sistema de referència per informar de les seves observacions, l'astrometria també és fonamental per a camps com la mecànica celeste, la dinàmica estel·lar i l'astronomia galàctica. En l'astronomia observacional, les tècniques astromètriques ajuden a identificar objectes estel·lars mitjançant els seus moviments únics. És fonamental per al temps de manteniment, ja que UTC és essencialment el temps atòmic sincronitzat amb la rotació de la Terra mitjançant observacions astronòmiques exactes. L'astrometria és un pas important en l'escala de la distància còsmica perquè estableix estimacions de la distància paral·laxi per a les estrelles de la Via Làctia.
L'astrometria també s'ha utilitzat per donar suport a les afirmacions de detecció de planetes extrasolars mesurant el desplaçament que provoquen els planetes proposats en la posició aparent de l'estrella mare al cel, a causa de la seva òrbita mútua al voltant del centre de masses del sistema. L'astrometria és més precisa en les missions espacials que no es veuen afectades pels efectes distorsionadors de l'atmosfera terrestre. La missió Space Interferometry Mission (SIM PlanetQuest) (ara cancel·lada) de la NASA havia d'utilitzar tècniques astromètriques per detectar planetes tel·lúrics orbitant aproximadament 200 de les estrelles de tipus solar més properes. La Missió Gaia de l'Agència Espacial Europea, llançada el 2013, aplica tècniques astromètriques en el seu cens estel·lar. A més de la detecció d'exoplanetes, també es pot utilitzar per determinar la seva massa.
Les mesures astromètriques són utilitzades pels astrofísics per limitar certs models en la mecànica celeste. Mitjançant la mesura de les velocitats de pulsars, és possible posar un límit a l'asimetria de les explosions de supernova. A més, els resultats astromètrics s'utilitzen per determinar la distribució de la matèria fosca a la galàxia.
Els astrònoms utilitzen tècniques astromètriques per al seguiment dels objectes propers a la Terra. L'astrometria és responsable de la detecció de molts objectes del Sistema Solar que baten rècords. Per trobar aquests objectes astromètricament, els astrònoms utilitzen telescopis per examinar el cel i càmeres de gran angular per fer fotografies a diversos intervals determinats. Estudiant aquestes imatges, poden detectar objectes del Sistema Solar pels seus moviments en relació amb les estrelles de fons, que romanen fixes. Un cop observat un moviment per unitat de temps, els astrònoms compensen la paral·laxi causada pel moviment de la Terra durant aquest temps i es calcula la distància heliocèntrica a aquest objecte. Amb aquesta distància i altres fotografies, es pot obtenir més informació sobre l'objecte, inclosos els seus elements orbitals. Evitar l'impacte d'asteroides és un dels propòsits.
Quaoar i Sedna són dos planeta nans transneptunians descoberts d'aquesta manera per Michael E. Brown i altres a Caltech utilitzant el telescopi Samuel Oschin de l'Observatori Palomar de 48 m. i la càmera CCD de gran angular Palomar-Quest. La capacitat dels astrònoms per seguir les posicions i els moviments d'aquests cossos celestes és crucial per a la comprensió del Sistema Solar i el seu passat, present i futur interrelacionats amb altres a l'Univers.

## Estadístiques
Un aspecte fonamental de l'astrometria és la correcció d'errors. Diversos factors introdueixen errors en la mesura de posicions estel·lars, incloses les condicions atmosfèriques, imperfeccions en els instruments i errors de l'observador o dels instruments de mesura. Molts d'aquests errors es poden reduir mitjançant diverses tècniques, com ara millores d'instruments i compensacions a les dades. A continuació, els resultats s'analitzen mitjançant mètodes estadístics per calcular estimacions de dades i intervals d'error.